# لوسیل کارلایل
لوسیل کارلایل (انگلیسی: Lucille Carlisle؛ ۳۱ اوت ۱۸۹۵ – ۱۹ اکتبر ۱۹۵۸) بازیگر اهل ایالات متحده آمریکا بود.
از فیلم‌های او می‌توان به سرپیشخدمت، کارگر صحنه، یک جفت پادشاه، مأمور اف‌بی‌آی، شاگرد فروشنده، بدون ناقوس عروسی و مراقبت ملال‌انگیز اشاره نمود.